# بوذا باميان
تماثيل بوذا في باميان (بالفارسية: تندیس‌های بودا در بامیان) هُما تِمثالان أثريان ضخمان منحوتان على منحدرات وادي باميان في منطقة هزارستان في وسط أفغانستان، على بُعد 230 كم (140 ميل) شمال غرب العاصمة كابول. يعود تاريخ بِنائها إلى القرن السادس الميلادي، حيث بُني التمثال الأصغر سنة 507 ميلادي والأكبر 554 ميلادي. عندما كانت منطقة باميان مركز تجارة بوذياً وهي مثال على الفن الهندو-أغريقي الكلاسيكي في تلك الحقبة. وتعتبر المنطقة جزءاً من ما يعرف بممر الحرير أو طريق الحرير التاريخي. وعبر القرون عانى التمثالان من دمار شديد لكن حركة طالبان هي التي اجهزت عليهما. قامت عناصر طالبان بتدمير التمثالين باستخدام الديناميت في مارس 2001. ويعتبر الموقع أحد مواقع اليونسكو للتراث العالمي منذ عام 2003.

## التاريخ
تقع باميان على طريق الحرير، الذي يمر عبر منطقة جبال هندو كوش في وادي باميان. وكان طريق الحرير تاريخياً طريق القوافل الذي يربط بين أسواق الصين مع العالم الغربي. وكان موقع للعديد من الأديرة البوذية ومركز مُزدهر للدين والفلسفة والفن. وعاش الرُهبان الناسكون في أديرة منحوتة بالكهوف بجانب مُنحدرات باميان. تُزين مُعظم كهوف الرهبان بالتماثيل الدينية واللوحات الجدارية المُلونة الزاهية. وأصبحت باميان موقع ديني بوذي مُنذ القرن الثاني الميلادي حتى الفتح الإسلامي في أواخر القرن السابع الميلادي، لغاية احتلالها بالكامل من قِبل الصفاريون في القرن التاسع. وتشترك باميان ثقافياً مع قندهارا.
بُني التمثال الصغير بين عامي (544-595 ميلادي) والتمثال الكبير بين عمي (591-644 ميلادي). ويعتقد أنهم بُنيا من قبل الكاشيين بتوجيه من الرهبان البوذيين المحليين، في ذروة إمبراطوريتهم.

## التدمير

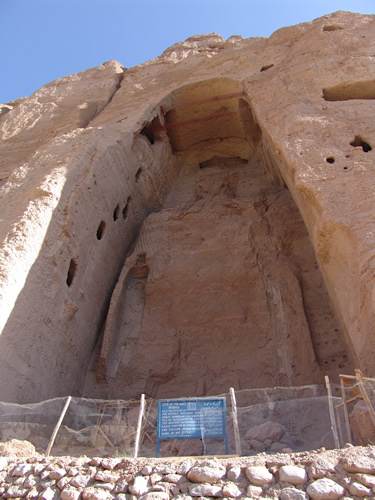
تمثال بوذا الأصغر عام 2005م بعد تفجيرها

موقع التمثال الأكبر بعد تفجيره

أعلن عبد الواحد أحد قادة طالبان في المنطقة عن نيته تدمير تماثيل بوذا سنة 1997، وذلك قبل سيطرته على الوادي. وبعد سيطرة طالبان على وادي باميان سنة 1998 دمرت طالبان رؤوس التماثيل بحجة أنها مخالفة للشريعة الإسلامية. وفي يوليو 1999 أصدر الملا عمر مرسوماً لصالح الحِفاظ على تماثيل بوذا؛ لأن السكان البوذيين في أفغانستان لم يعودوا موجودين، وبذلك لم تُعد تعبد التماثيل.
وفي سنة 2000 بدأ رجال الدين المتشددين في أفغانستان حملة للقضاء على شرائح المجتمع الأفغاني غير الإسلامية. ثم حظرت طالبان جميع أشكال الصور والموسيقى والرياضة بما في ذلك التلفزيون، وفقاً لما اعتبروه تفسير للشريعة. وقال وزير الإعلام والثقافة في طالبان جمال قدرة الله لوكالة أسوشيتد برس بقرار 400 رجل دين من مختلف أنحاء أفغانستان أن التماثيل ضد تعاليم الإسلام وذلك بالإجماع. وجاء في بيان صادر عن وزارة الشؤون الدينية لنظام طالبان تبرير التدمير باعتبار التماثيل مخالفة للشريعة الإسلامية. ورأى عبدالسلام ضعيف أن تدمير تماثيل بوذا أمر أخير لا رجعة عنه من قبل عبد الولي وزير الأمر بالمعروف والنهي عن المنكر.
تم تدمير التماثيل بواسطة الديناميت من قِبل حركة طالبان خلال عِدة أسابيع مُنذ 2 مارس 2001. ونُفذت عملية التدمير على مراحل، في البداية أُطلق على التماثيل مدافع مُضادة للطائرات ومدفعية، مما تسبب بضرر شديد لكن لم تدمر بالكامل. ثم وضعت طالبان الألغام المضادة للدبابات في الجزء السفلي من التماثيل للتدمر التماثيل بشكل كامل.
في 6 مارس 2001 نقلت صحيفة ذي تايمز عن الملا عمر قوله «يجب أن يكون المسلمون فخورون بتحطيم الأصنام، ويجب حَمد الله أننا قد دمرناها»

## إعادة البناء
وناقش خبراء اليونسكو في المشاريع الثقافية ما يجب القيام به حول التمثالين في 3 مارس 2011 في باريس. وأعلن الباحث اروين إميرلينغ من جامعة ميونخ التقنية أنه من الممكن استعادة التمثال الصغير باستخدام المركب العضوي سيليكون.

## معرض صور

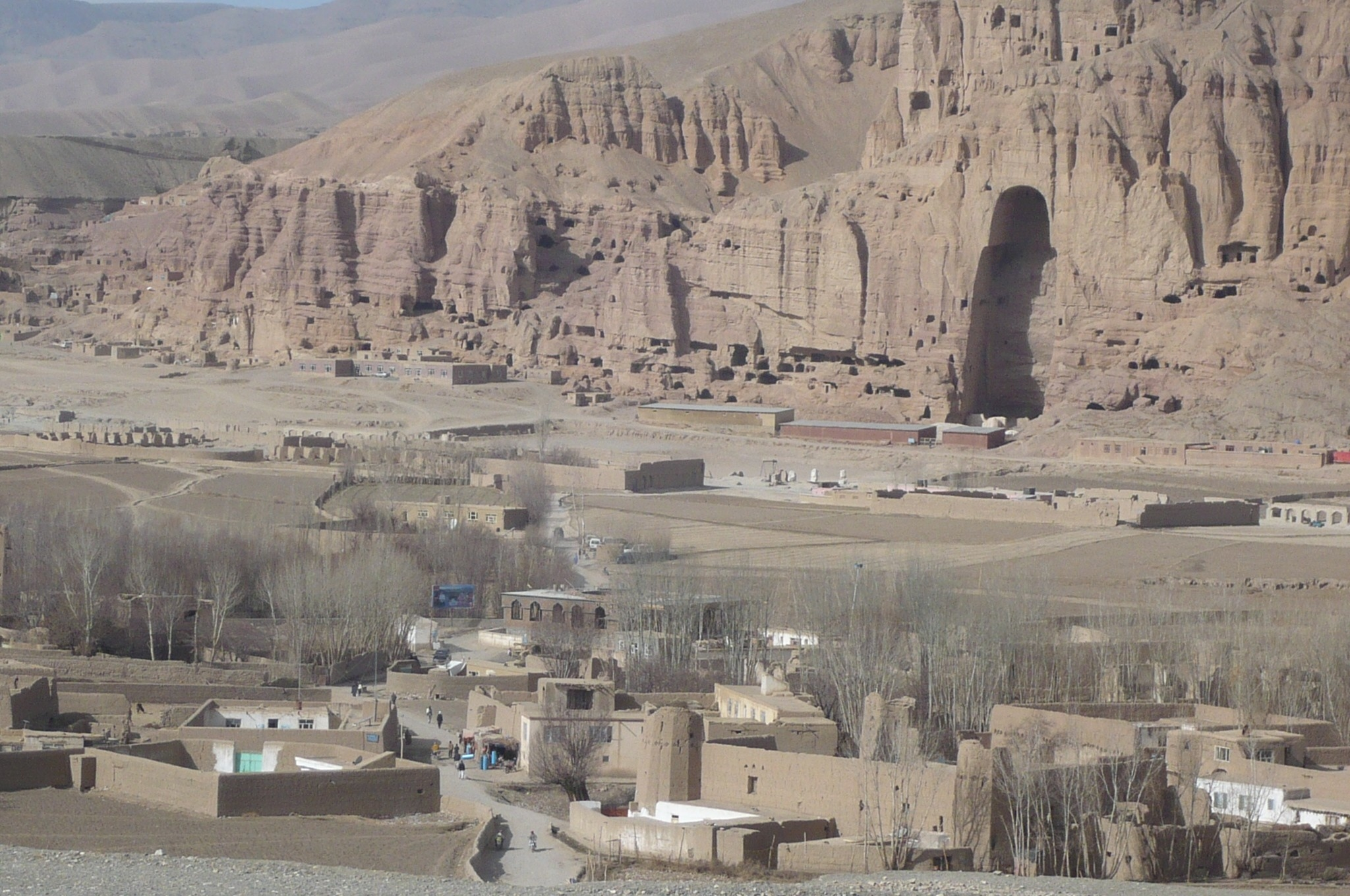
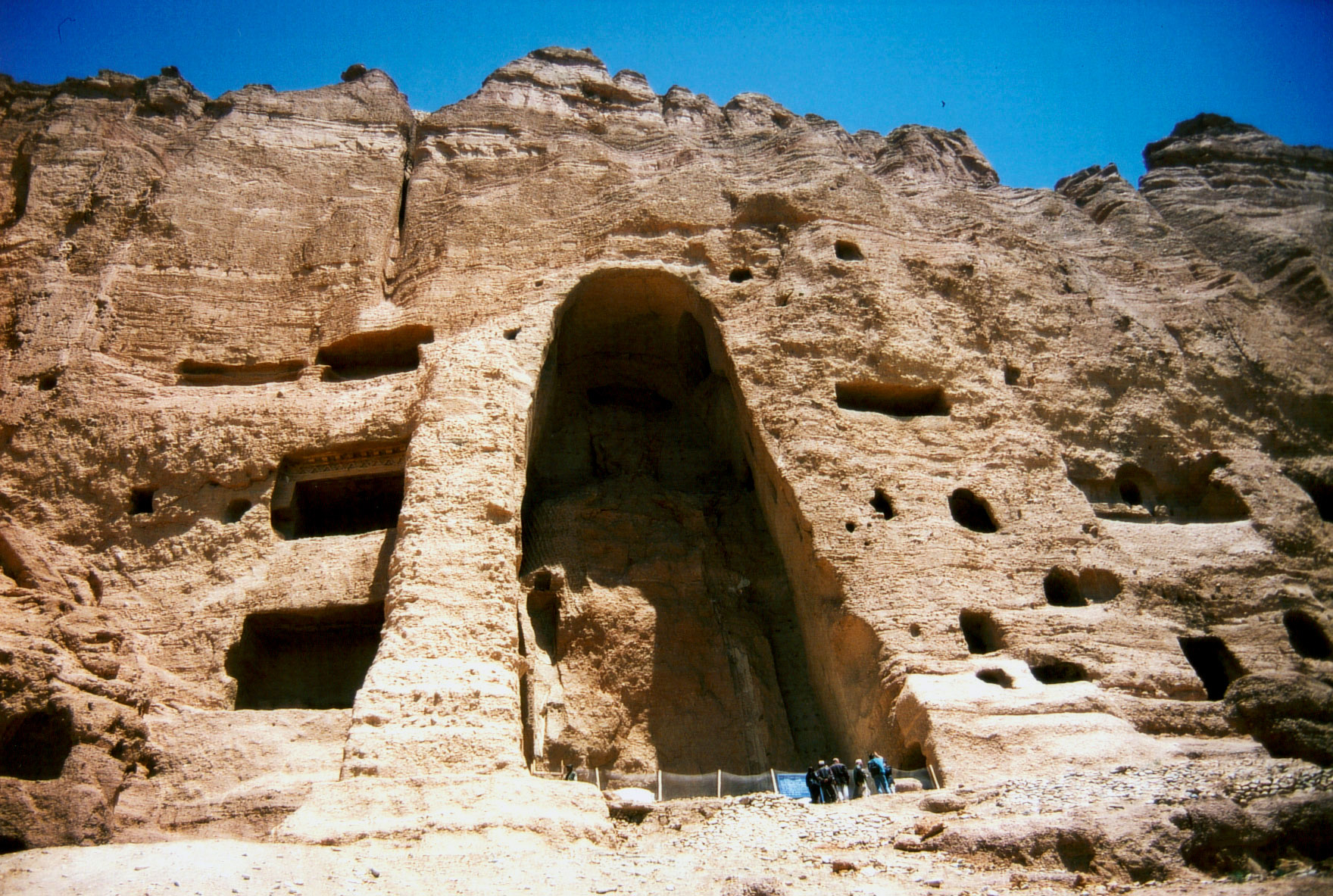
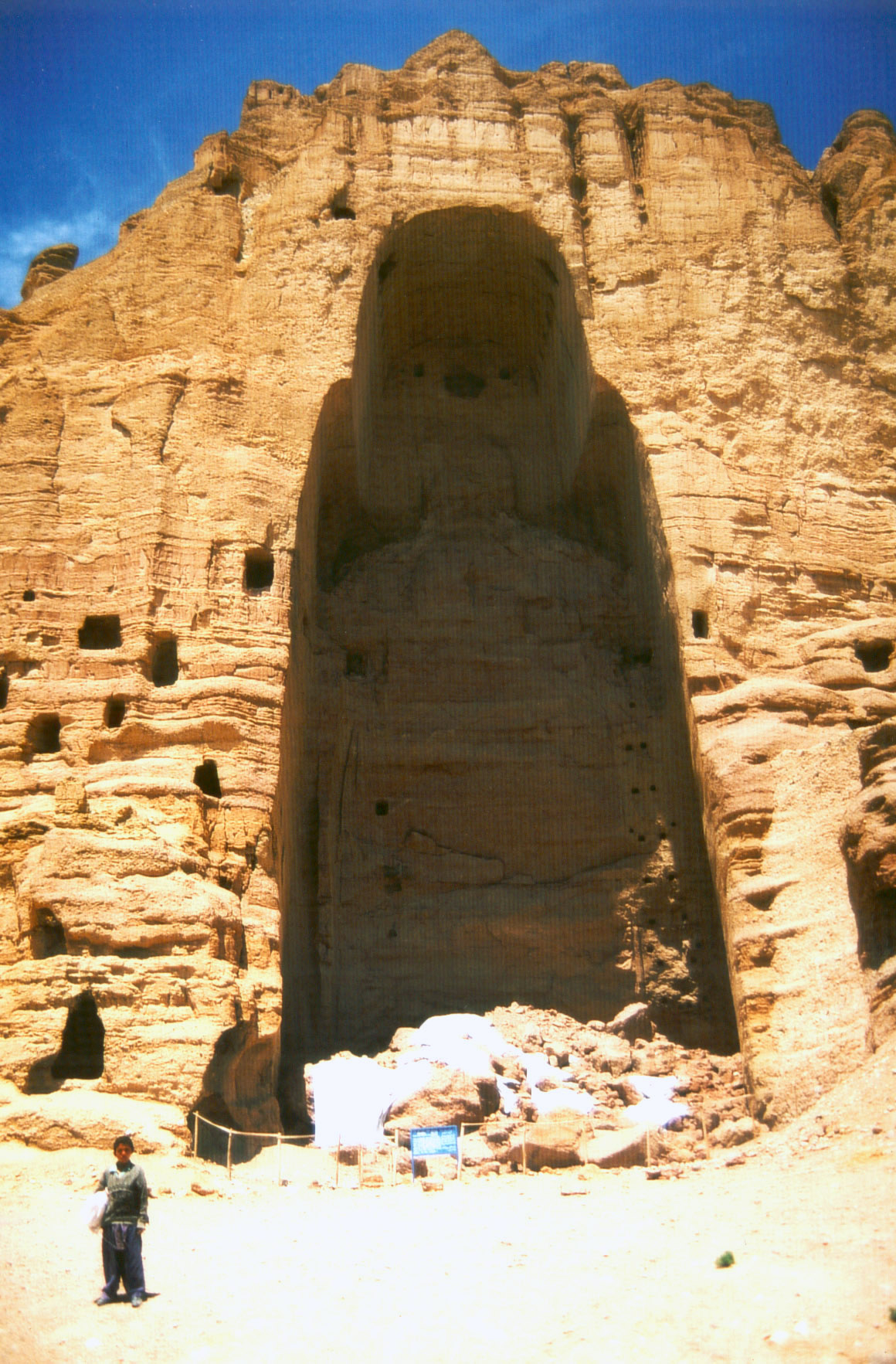
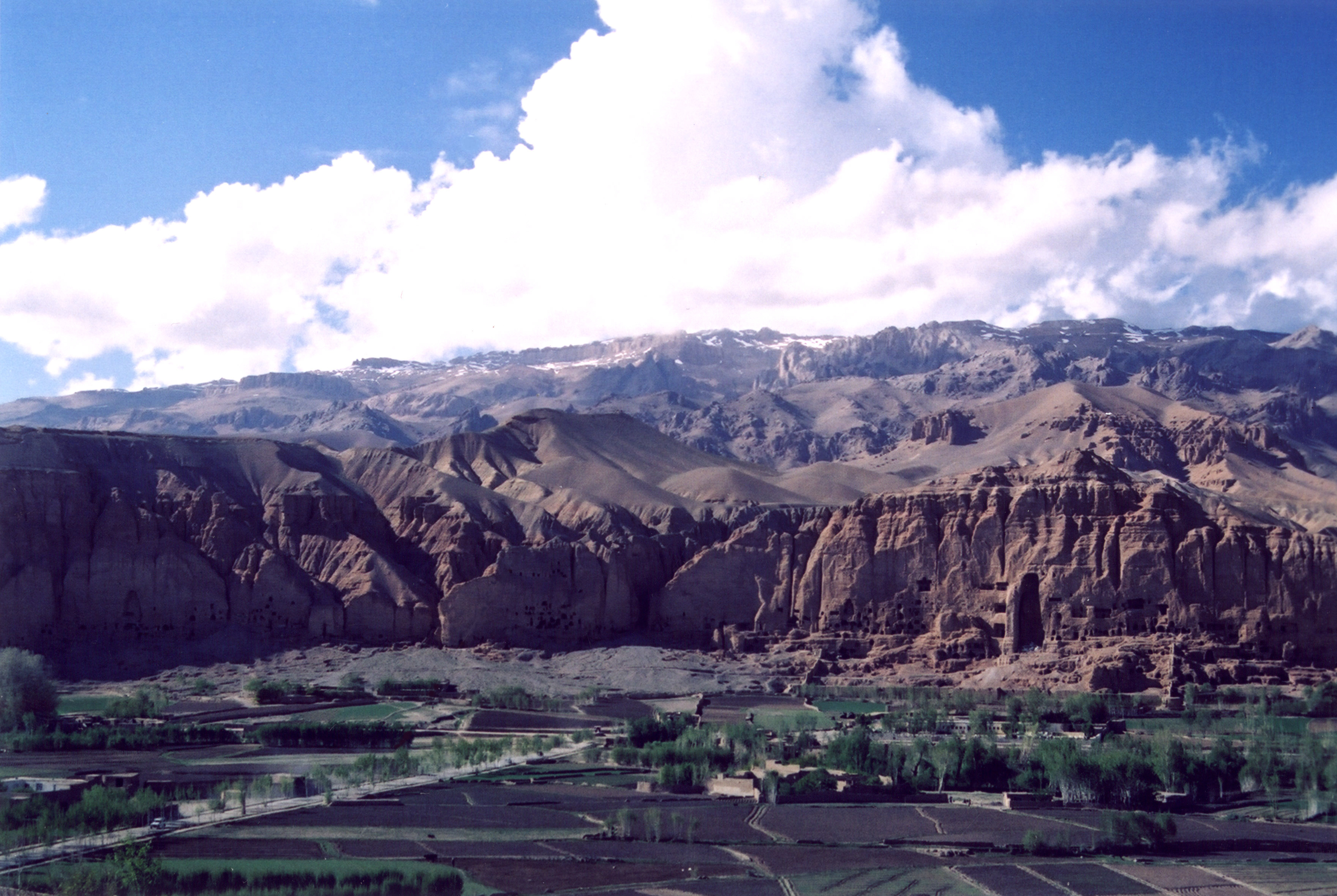

- 1=المنظر الثقافي والبقايا الأثرية في وادي باميان
- 1=المنظر الثقافي والبقايا الأثرية في وادي باميان
- 1=المنظر الثقافي والبقايا الأثرية في وادي باميان
- 1=المنظر الثقافي والبقايا الأثرية في وادي باميان